# アスバッハ (ヴェスターヴァルト)
アスバッハ (独: Asbach)はドイツ連邦共和国 ラインラント＝プファルツ州ノイヴィート郡にある町村。ヴェスターヴァルト山地にあり、ノイヴィートの北約25km、ボンの南東約25kmに位置する。
アスバッハ連合自治体 (独: Verbandsgemeinde Asbach) の行政庁所在地でもある。